# Турсунов, Санжар Атхамович
Санжа́р Атха́мович Турсу́нов (узб. Sanjar Atham oʻgʻli Tursunov; род. 29 декабря 1986, Ташкент) — узбекистанский футболист, бывший полузащитник ташкентского «Локомотива». Выступал в национальной сборной Узбекистана.

## Клубная карьера
На молодёжном уровне Санжар играл за «Пахтакор». В 2006 году переехал в Россию и стал выступать за «Иртыш». За омский клуб футболист дебютировал 23 апреля во встрече против «Зари» (Ленинск-Кузнецкий). Через три дня забил первый гол, поразив ворота «Кузбасс-Динамо». До 2008 года он во втором дивизионе сыграл 86 матчей и забил 13 голов. Также играл в Кубке. Там провёл 5 встреч.
В январе 2009 года перешёл в «Волгу» Нижний Новгород, которая дебютировала в первом дивизионе. В дебютном сезоне Турсунов сыграл 35 матчей и однажды забил. В следующем году он провёл на один матч больше, поразив ворота 6 раз, и стал одним из лучших распасовщиков турнира с 10 голевыми передачами. «Волга» заняла второе место и вышла в Премьер-лигу. Там Санжар дебютировал 14 марта 2011 года в матче 1-го тура против «Томи», выйдя на замену на 61-й минуте вместо Сергея Яшина.
31 декабря 2011 года перешёл во владикавказскую «Аланию».
В феврале 2013 года стал игроком ташкентского «Локомотива», провёл 11 матчей в течение первого круга.
С июля 2013 играл за ФК «Газовик» (Оренбург).
Зимой 2013/14 перешёл в полтавскую «Ворсклу» на правах свободного агента. 25 января 2016 года покинул «Ворсклу», получив серьёзное предложение от катарского клуба «Умм-Салаль».
В августе 2016 года вернулся в «Ворсклу».

## Карьера в сборной
Дебютировал в сборной Узбекистана 25 декабря 2010 года в игре против Бахрейна, первый гол за национальную команду забил 15 ноября 2011 в ворота Таджикистана.
На Кубке Азии 2011 сыграл во всех 6 матчах своей сборной. Узбекистан занял четвёртое место. На следующем Кубке Азии в 2015 году принял участие во всех четырёх матчах.